# Nicolás Bravo (Madera)
Nicolás Bravo es una localidad del noroeste del estado mexicano de Chihuahua, forma parte del municipio de Madera.

## Localización y demografía
Nicolás Bravo se encuentra situada en el noroeste del estado de Chihuahua y al este del territorio municipal de Madera; forma parte de la región denominada Babícora debido a la antigua Hacienda y laguna del mismo nombre, conocida por su fertilidad y riqueza agrícola. Sus coordenadas geográficas exactas son 29°21′6″N 107°56′2″O / 29.35167, -107.93389 y tiene una altitud de 2 143 metros sobre el nivel del mar.
Sus medios de comunicación son la carretera estatal 9 de Chihuahua que la une al norte con la población de Las Varas, situada a unos 18 kilómetros y hacia el sur con la cabecera municipal, Madera, ubicada unos 15 kilómetros al suroeste, y a través de esta misma carretera con el resto del estado. 
De acuerdo con el Censo de Población y Vivienda de 2010 realizado por el Instituto Nacional de Estadística y Geografía, Nicolás Bravo tuvo ese año una población total de 1 862 habitantes, de los que 912 son hombres y 950 son mujeres.

## Historia
Nicolás Bravo fue establecido por decreto 148 del Congreso de Chihuahua del 24 de julio de 1957 como una colonia agrícola, debido a la fertilidad de la zona en que se localiza y que permitió el establecimiento de varias otras poblaciones que la rodean, como Gómez Farías, Ignacio Zaragoza, Las Varas, Colonia Alamillo, Colonia Libertad o Peña Blanca. Tiene el carácter se sección municipal del municipio de Madera.
De 2017 en adelante, se ha caracterizado por la continua violencia que ocurre en ella y sus alrededores por enfrentamientos entre los cárteles del narcotráfico en México y ataques contra sus habitantes, que ha tenido como consecuencia la emigración de los mismos y que la localidad se encuentre prácticamente despoblada.